# شعب المقسم (طور الباحة)

تعديل مصدري - تعديل

شعب المقسم هي إحدى قرى عزلة طور الباحة بمديرية طور الباحة التابعة لمحافظة لحج، بلغ تعداد سكانها 42 نسمة حسب تعداد اليمن لعام 2004.